# Rocca Massima
Rocca Massima és un comune (municipi) de la província de Latina, a la regió italiana del Laci, situat a uns 40 km al sud-est de Roma i a uns 25 km al nord de Latina, a la zona del Monts Lepins (Monti Lepini).
Rocca Massima limita amb els següents municipis: Artena, Cori, Colleferro i Segni.
A 1 de gener de 2019 tenia 1.101 habitants.